# 大岩寺
大岩寺（だいがんじ）は愛知県豊橋市大岩町（おおいわちょう）にある曹洞宗の寺院である。山号は亀見山。境外仏堂として、天平2年（730年）に行基の開基と伝える岩屋観音（いわやかんのん）がある。本尊は千手観世音菩薩坐像。

## 歴史
伝承によれば奈良時代の僧行基により、岩屋観音が建立されたという。大岩寺は観音堂の塔頭の6坊のひとつで岩屋山の山麓にあった。6坊のうち大岩寺のみが残り、観音堂を奉仕管理していた。時は下り、三河国渥美郡雲谷（うのや）の高野山真言宗船形山普門寺の末寺に置かれるようになった。元和8年（1622年）、遠江国宿芦寺の通山宗達が曹洞宗に改宗させ再興。
大岩寺のある大岩集落が移転すると共に寺も東方に移転。大岩（おおいわ）集落が二川宿の一部となり、宿場町の寺院となり除地7石を領した。現在の本堂は昭和47年（1972年）に再建されたものであるが、それ以前は東観音寺（同県同市小松原町）の堂を移築したものを焼失するまで本堂としていた。
歴代住職は備前国岡山藩（岡山県岡山市）池田氏と親しく、池田家一行の大名行列が二川宿に着くと住職が本陣まで出向き対談する慣習があった。また、寺子屋を開いていた。歴史的には岩屋観音のもとに大岩寺があったが、明治維新を迎えると岩屋観音は大岩寺の境外仏堂となった。

## 岩屋観音

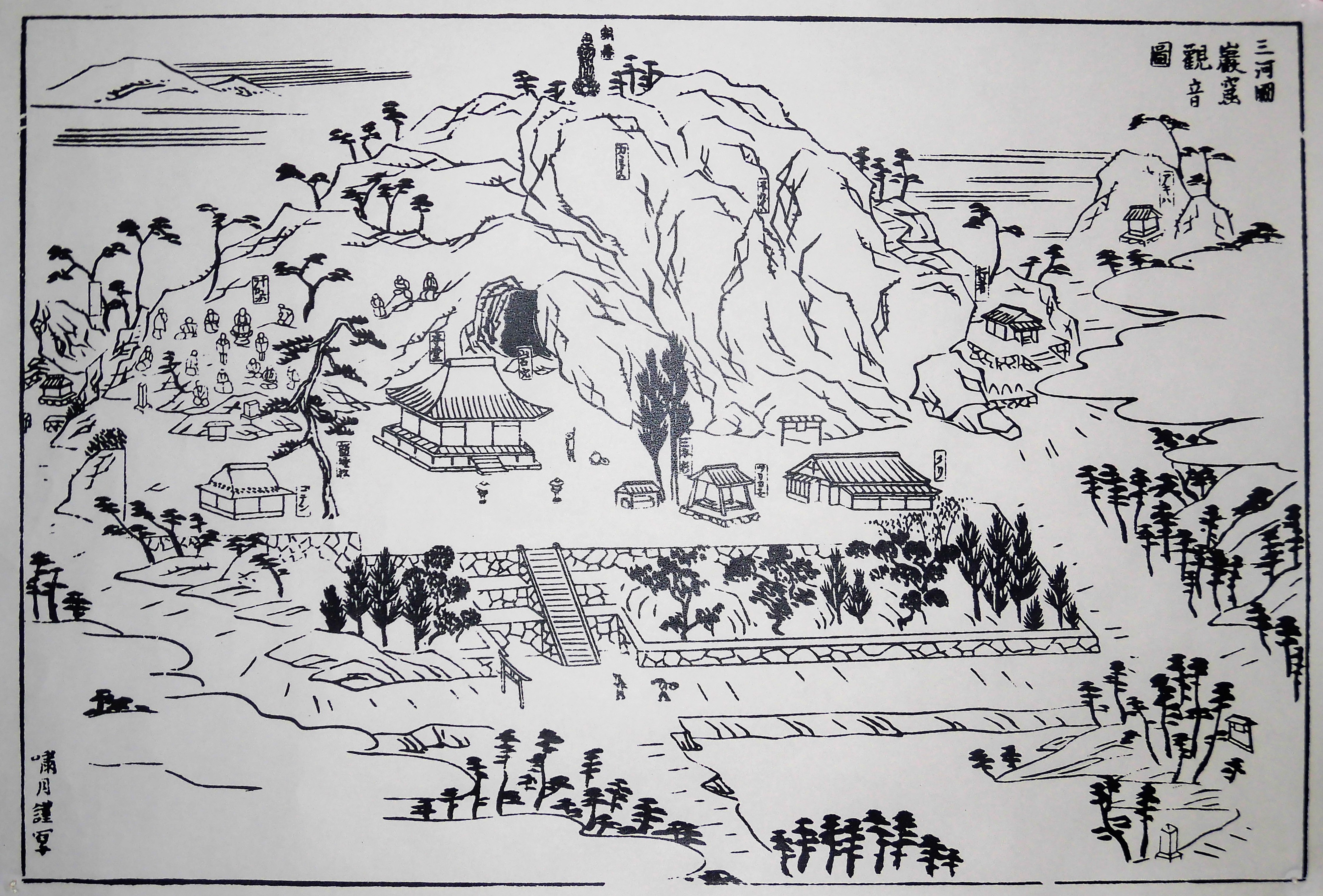
「三河国岩窟観音図」

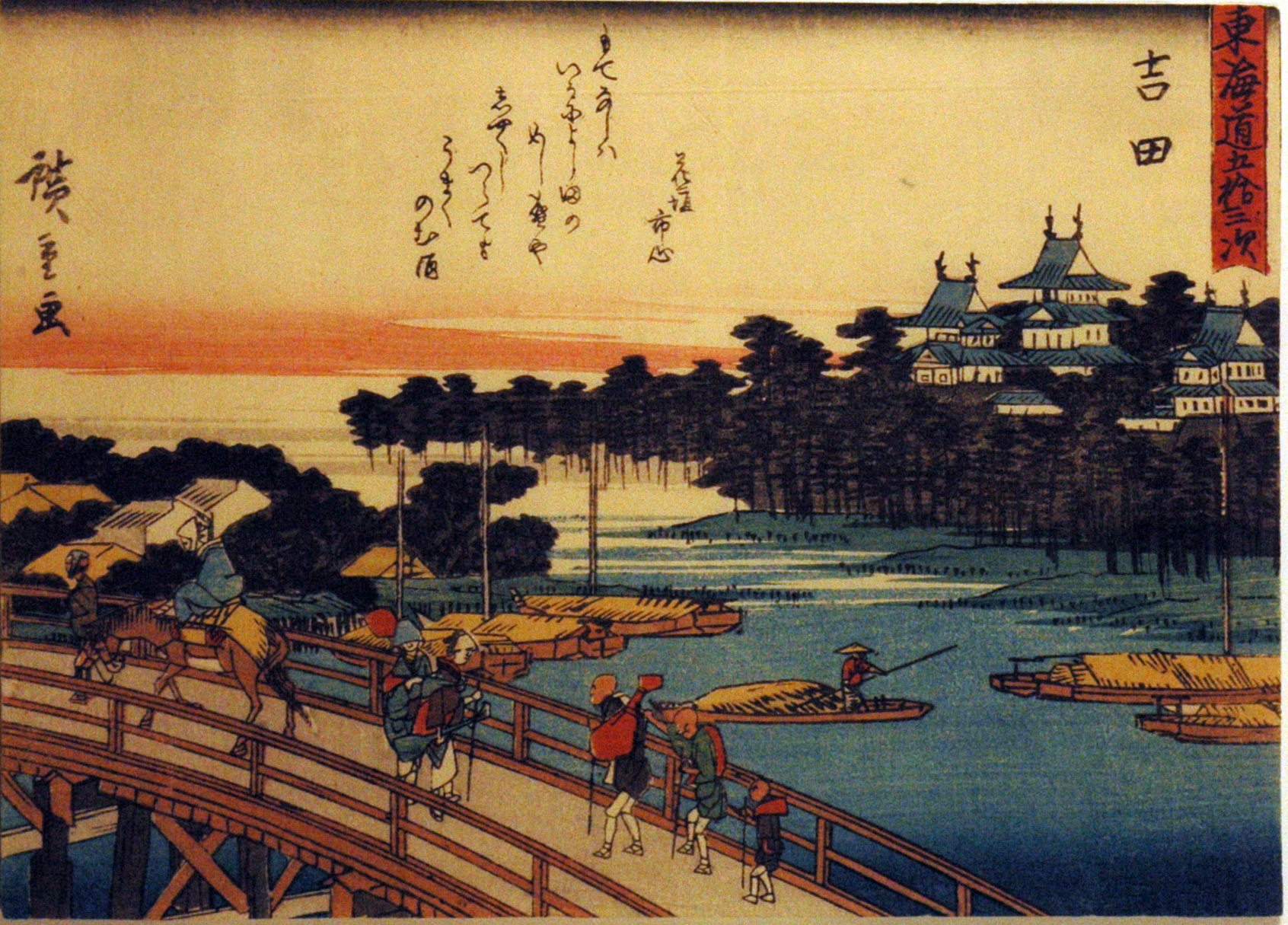
江戸時代の吉田大橋

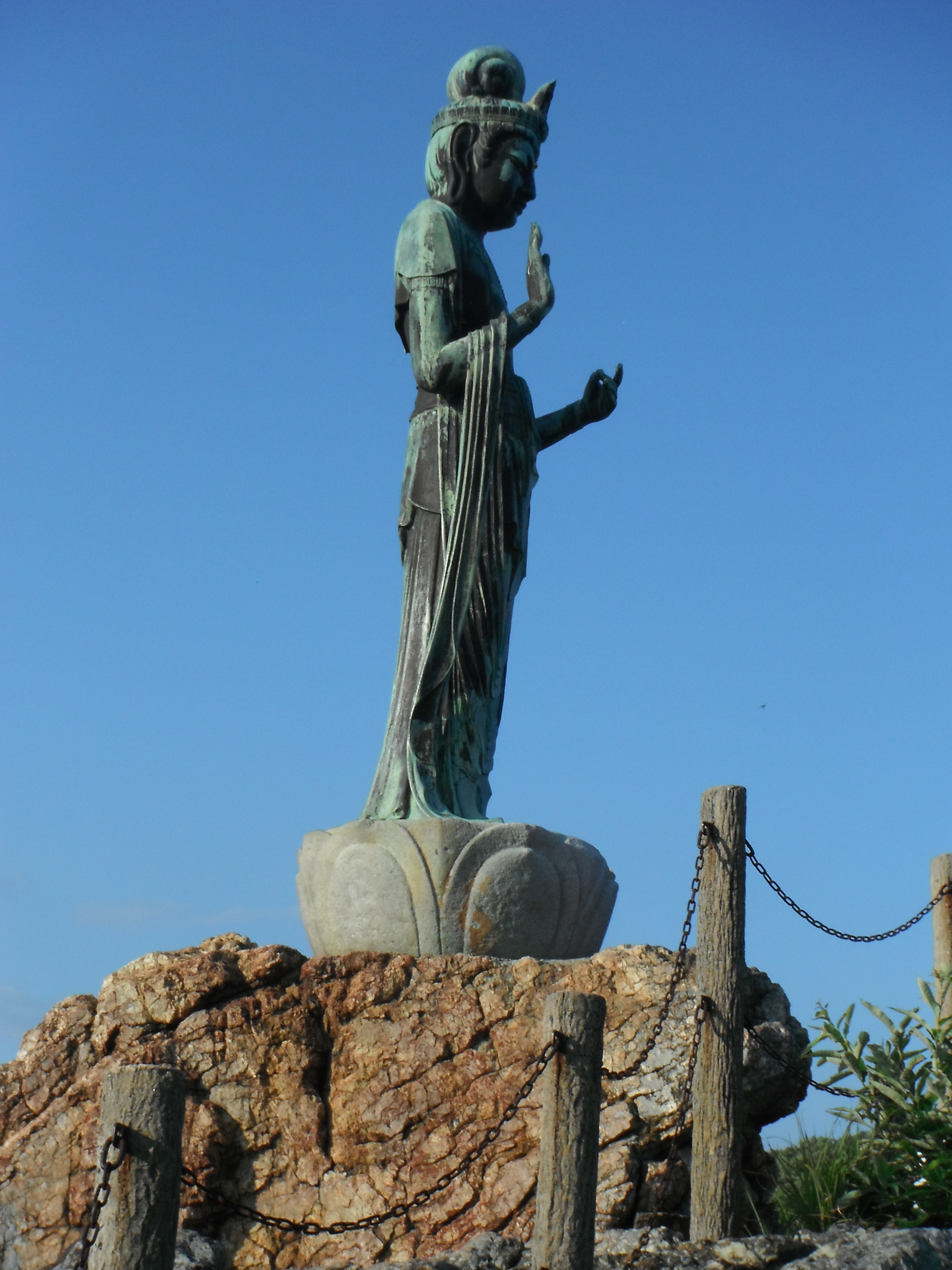
正観音（聖観音）像

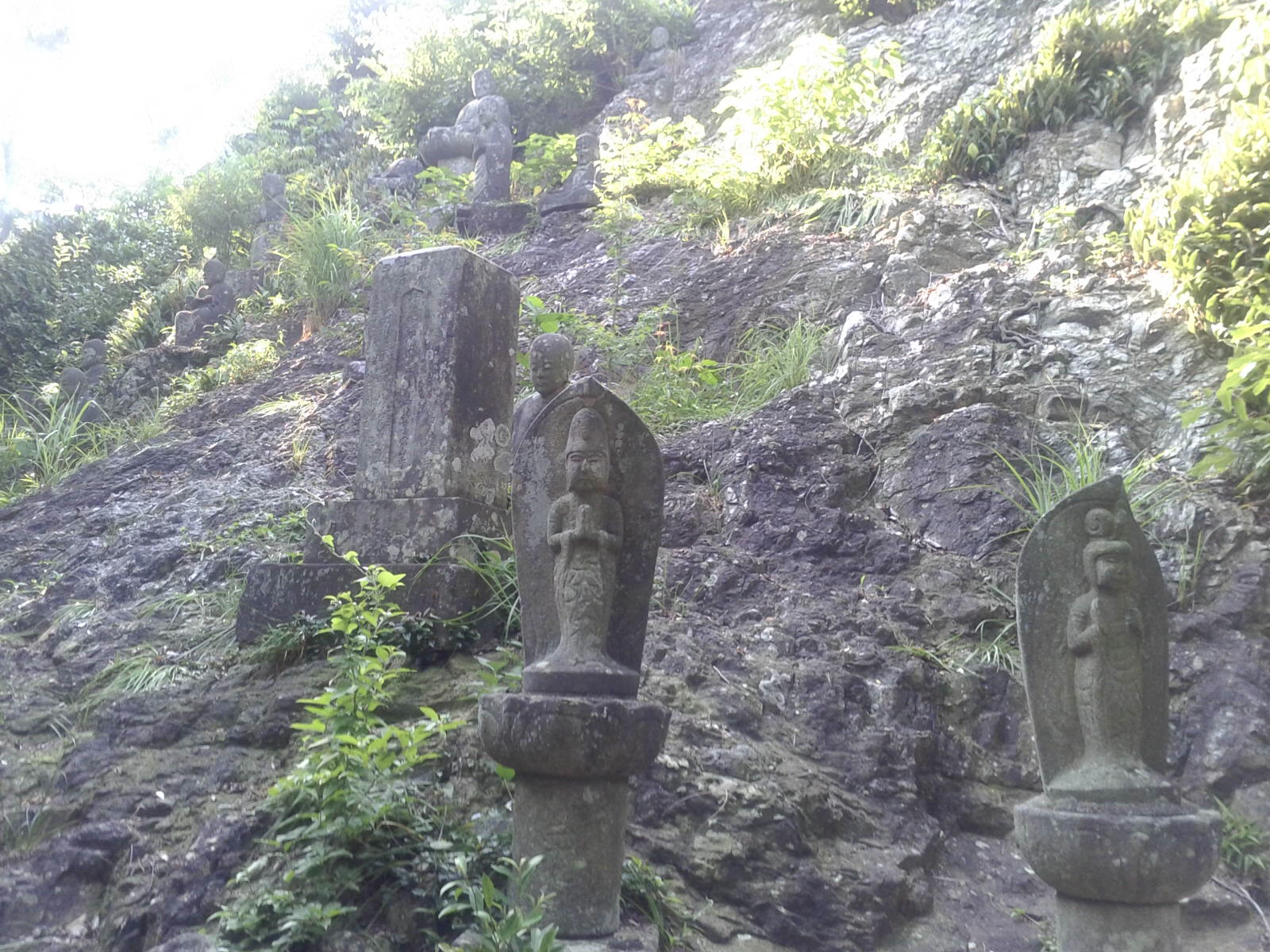
岩屋観音の石仏

伝承によれば天平2年（730年）に、全国を行脚する行基が1尺1寸の木造の千手観音を彫り岩穴に祀ったという。これが大岩寺の境外仏堂岩屋観音の始まりであり、岩屋観音の1坊であった大岩寺の起源とされる。天正13年（1585年）、岩屋山が炎上し、観音堂以下、寺は衰退した。
天正18年（1590年）、天下人関白豊臣秀吉により神君関八州移封となり、東三河に池田照政（後の輝政）が封じられた。三河国吉田城主となった照政は岩屋観音を信心していたと伝わる。
宝永4年（1707年）旧暦10月、宝永地震が発生する直前、遠江国白須賀宿に泊まった輝政の曾孫である池田綱政の夢枕に観世音菩薩が現れ今後起きる地震や津波の難を告げたという。綱政一行は急ぎ、海道を西に上り、三河国二川宿へ入った。マグニチュード8.4とも推定される大地震が起こり、東海から九州にかけて大津波が襲い白須賀宿は南から来た海水の前に飲み込まれて壊滅した。命拾いをした綱政は観音の冥加と考え、岩屋観音に帰依した。綱政が寄進した観音経1巻、絵馬4枚、黄金灯籠1対は、豊橋市の指定有形文化財となっている。

### 観音像
現在、国道1号の岩屋下交差点の東の小山（岩屋山、78.2m）の上に約2.9m（9尺6寸）の正観音（聖観音）像が立っている。
豊橋の地名の由来となっている豊橋は初代の橋は鎌倉時代架設であるが幾たびも架け替えられている。このうち宝暦4年（1754年）の架け替えは難工事であったと伝わる。これを請け負ったのは江戸下谷の大工であった。大工の茂平と弟子の善右衛門は岩屋観音の観音堂に参籠し、夢告による方法で大橋を架けたという。この報恩のため、江戸下谷の講により明和2年（1765年）に建立された立像仏である。屋外の岩屋山の山頂のチャートの大きな岩の上に雨天の日には濡れて立つため、濡れ仏（ぬれぼとけ）と呼ばれた。
大正12年（1923年）、ドイツ人の医者のベルツ博士のハナ（花）夫人により、岩を登るための鉄の柱と鎖が寄進された。ただし、この観音像とベルツ夫人の鉄鎖は昭和19年（1944年）、太平洋戦争で供出された。現在の像は昭和25年（1950年）に再度建立された正観音像である。今は国道1号を通る人々にとってのランドマークとなっている。

### 観音堂
観音堂は、天正13年（1585年）の岩屋山火災で焼失したというが、元文3年（1738年）に再築されるまでの記録は不明である。その後は修築や再築を繰り返して文政8年（1825年）に再築された現在の岩屋堂（観音堂）に至る。寄棟造り、桁行3間、梁間4間の建物である。格天井板32枚は後世に付け加えられたが、これには恩田石峰をはじめ、当時の吉田画人による絵が描かれている。
「かすむ日や 海道一の たちほとけ」という、古市木朶（ふるいちもくだ）の文化12年（1815年）の句碑がある。
現在46.1haが豊橋市役所によって風致地区に指定されている。

### 岩屋観音の所在地
- 〒441-3147：愛知県豊橋市大岩町火打坂20番地 （岩屋観音は岩屋町ではなく大岩町にある。）

## 文化財

### 豊橋市指定有形文化財
- 大岩寺岩屋堂観音経1巻[4]
- 黄金灯篭1対[4]
- 絵馬4枚[4]

※ 以上、備前国岡山藩主池田綱政寄進。

## アクセス
- JR東海道本線 二川駅から徒歩。
- JR東海道本線・飯田線・名鉄名古屋本線 豊橋駅から豊鉄バス二川線で「岩屋観音」バス停下車後、徒歩。

## 所在地
- 〒441-3142：愛知県豊橋市大岩町東郷内（ひがしごうない）65番地